# Pseudoshirakia
Pseudoshirakia är ett släkte av steklar. Pseudoshirakia ingår i familjen bracksteklar.
Kladogram enligt Catalogue of Life:
| Pseudoshirakia | \| \| Pseudoshirakia flava \| \| \| \| \| \| Pseudoshirakia yokohamensis \| \| \| \| |
|                | \| \| Pseudoshirakia flava \| \| \| \| \| \| Pseudoshirakia yokohamensis \| \| \| \| |
|                | Pseudoshirakia flava                                                                 |
|                |                                                                                      |
|                | Pseudoshirakia yokohamensis                                                          |
|                |                                                                                      |